# 옥산중학교 (경북)
옥산중학교(玉山中學校)는 대한민국 경상북도 의성군 옥산면 구성리에 있는 공립 중학교이다.

## 학교 연혁
- 1969년 10월 18일 : 점곡중학교 옥산분교 설립인가
- 1970년 3월 3일 : 옥산분교장 개교, 제1학년 입학식 거행(107명 입학)
- 1972년 12월 26일 : 옥산중학교 승격 인가(9학급)
- 1973년 1월 17일 : 분교 제1회 졸업생 90명 배출
- 1973년 3월 1일 : 옥산중학교 승격 분리
- 1973년 3월 7일 : 초대 김정엽 교장 취임
- 1974년 1월 17일 : 본교 제1회 졸업식 거행(남 64명, 여 49명 계 113명)
- 2017년 2월 16일 : 제44회 졸업식(졸업생 여 5명, 졸업생 누계 4,997명)
- 2017년 3월 1일 : 제25대 임동찬 교장 취임
- 2017년 3월 2일 : 입학식(입학생 남 4명, 여 2명 계 6명 입학)
- 2018년 2월 8일 : 제45회 졸업식 (졸업생 5명, 졸업생 누계 3,002명)
- 2018년 3월 2일 : 입학식 (입학생 여 1명 입학)
- 2018년 9월 1일 : 제26대 서정혁 교장 취임
- 2019년 1월 31일 : 제 46회 졸업식 (졸업생 4명, 졸업생 누계 3,006명)
- 2019년 3월 4일 : 입학식(입학생 남 2명, 여 3명 계 5명 입학)
- 2020년 2월 6일 : 제47회 졸업식 (졸업생 5명, 졸업생 누계 3,011명)
- 2020년 3월 1일 : 제27대 김인영 교장 취임
- 2020년 3월 2일 : 신입생 입학(입학생 남 1명, 여 2명 계 3명)
- 2021년 2월 5일 : 제48회 졸업식 (졸업생 2명, 졸업생 누계 3,013명)
- 2021년 3월 2일 : 신입생 입학 0명(1학년 학급 미편성)
- 2021년 9월 1일 : 제28대 박규관 교장 취임
- 2024년 1월 9일 : 제51회 졸업식 (졸업생 1명, 졸업생 누계 3,022명)
- 2024년 3월 1일 : 제29대 임동환 교장 취임
- 2024년 3월 4일 : 신입생 입학(입학생 남 1명, 여 1명 계 2명)

## 참고 자료
- 옥산중학교 - 한국교육학술정보원 학교알리미